# Charles "Trip" Tucker III
Charles "Trip" Tucker III är en fiktiv karaktär i TV-serien Star Trek: Enterprise som spelas av Connor Trinneer. Tucker var i Stjärnflottan i 12 år innan han blev handplockad av kommendör Jonathan Archer till tjänsten som Enterprises chefsmaskinist. Trip är en äventyrlig, spänningssökande, extremt nyfiken sydstatare med sarkastisk humor som blir lätt rörd vid filmtittning. Hans favoritmat är panerad mal ("catfish") och Rocky Road-glass.